# Papa Anastasio I
Anastasio I, nato Anastasio de Massimi (Roma, 340 – Roma, 19 dicembre 401), è stato il 39º papa della Chiesa cattolica, che lo venera come santo. Fu papa dal 27 novembre 399 fino alla sua morte.

## Biografia
Il Liber Pontificalis lo dice romano di origine.
Della nobile famiglia De Massimi, edificò a Roma la Basilica Crescenziana, individuata oggi in San Sisto Vecchio. Sempre il Liber pontificalis gli attribuisce il decreto con cui disponeva che i preti dovessero ascoltare in piedi il Vangelo letto dai diaconi. La misura potrebbe essere stata dettata dalla necessità di attenuare gli attriti che esistevano tra i due ordini ecclesiastici.
Combatté con energia il donatismo nelle provincie settentrionali dell'Africa, ratificando le decisioni del I Concilio di Toledo del 400.
Anastasio I è ricordato specialmente per l'intervento nella controversia origenista. Nel 399 gli amici di san Girolamo si adoperarono per ottenere dal papa una formale condanna dell'origenismo. Sollecitato anche da lettere e da ambasciatori di Teofilo, vescovo di Alessandria, per la partecipazione dell'Occidente a questa lotta, condannò gli scritti del teologo alessandrino Origene Adamantio, poco dopo la loro traduzione in latino.
Dettò la regola che i sacerdoti dovessero leggere i Vangeli in piedi e non seduti, chinando il capo prima e dopo la lettura. 
Tra le persone a lui vicine ci furono sant'Agostino d'Ippona, san Girolamo e san Paolino di Nola. Girolamo ne parlava come di un uomo di grande santità, che era ricco nella sua povertà.
Dopo un pontificato breve, due anni e un mese, seppur molto attivo, Anastasio morì il 19 dicembre 401. Fu sepolto nelle Catacomba di Ponziano.

## Culto
La sua memoria liturgica ricorre il 19 dicembre (il 27 aprile secondo il Liber Pontificalis). Le sue reliquie assieme a quelle di papa Innocenzo I, donate da papa Sergio II, furono traslate da Liudolfo di Sassonia nella neonata abbazia di Gandersheim nell'846.
Dal Martirologio romano: